# 2022年马来西亚大选

马来西亚选举委员会标志

2022年马来西亚大选 是于2022年11月19日举行的马来西亚国会下议院第15届选举。此次选举共竞选222个国会席位中的220个国会席位（除巴东色海以及峇南因候选人离世及水灾而延迟选举）及117个州议会席位（霹雳、玻璃市、彭亨、和沙巴州議會布加雅补选）亦于同日举行。上届第14届国会于2022年10月10日解散，根据《马来西亚联邦宪法》，马来西亚需要每隔5年举行一次选举，除非首相向最高元首提出提早解散国会，抑或是对首相的不信任动议通过。
传统上，马来西亚州议会与国会同时举行选举以减轻成本，砂拉越州除外。但各州政府仍有决定解散州议会的自主权，尤其以时任反对党所执政的州属，即由希盟和国盟所领导的州政府，已在国会解散后宣布不会跟随国会提早解散州议会。2022年10月20日，马来西亚选举委员会宣布3个州（霹雳、彭亨、玻璃市）及布加雅补选将会与第十五屆全国大选同步举行选举。而另三个州属，即沙巴、马六甲和柔佛，因政治危机在2022全国大选前就已举行过州议会选举，砂拉越亦於2021年12月18日就已舉行州議會選舉。
11月20日，完成大选的计票工作后，选委会证实没有任何一方政治联盟获得简单多数议席执政，从而出现了马来西亚历史上第一次悬峙议会。11月21日至11月24日，马来西亚元首召见多位政党领袖进行调解和召开马来统治者会议，谕令组成团结政府，以达成国内政治稳定，希盟、国阵、砂盟、沙盟、民兴党等140余席候选国会议员于是同意组成团结政府，随后以上各政党和联盟宣布统一支持安华任相。
11月24日，國家元首苏丹阿都拉任命贏得最多議席的希望聯盟領袖安华·依布拉欣為第10任首相，安華於當地時間下午5時宣誓就職。

## 背景
2020年2月24日，时任执政党希望联盟因领导人马哈迪·莫哈末突然辞去首相职位，公正党派系斗争导致所属议员的出走削弱了执政派的支持，以及州领导权转移至国阵与国盟阵营，希盟随即结束执政权。经历了几天首相候选人的拉锯战后，时任国盟兼土著团结党主席慕尤丁取得大部分国会议员的支持出任第8任马来西亚首相。他于2020年3月1日正式开启其任期。慕尤丁执政时，马来西亚处于应付COVID-19疫情的严峻情况。在2020年7月举行的沙巴选举中，由于制定的各项防疫程序未被严格遵守，导致爆发第3波COVID-19疫情。而慕尤丁拒绝了主要盟友巫统人选担任沙巴首长职位，为国盟日后的分裂埋下导火索。在尤关国盟执政权的《2021年财政预算案》的落实中，国阵与国盟一度放下政治歧见联合抗衡主要在野党希盟的阵营。惟国盟政府随后于2021年1月起再次展开内斗，包括巫统要求撤回对土著团结党的支持。国盟首相慕尤丁随着以国内COVID-19疫情的曼延，向国家元首要求落实全国紧急状态并得批准。紧急状态也限制了一切政治活动，包括国会和州议会将不会开会。同年1月至8月的紧急状态也加剧了国盟与希盟内部的政治分裂。
2021年7月，慕尤丁为了缓和国盟政府和巫统之间紧张关系而采取提拔两名巫统内阁成员，即将依斯迈沙比里从高级部长晋升成为副首相；而原任外交部长希山慕丁则被晋升成为高级外交部长，但最终未能安抚成功，反而使巫统9位内阁部长与其党主席阿末扎希产生对立。而国盟政府因为违宪争议，即政府自行撤回紧急条例及最高元首罕见回应尚未同意撤销，受到巫统主席阿末扎希领导的派系展开倒慕行动，以及在野党希盟对国盟的政治压迫。尽管慕尤丁对此向希盟议员释出橄榄枝，破天荒提出跨党派合作献议，但都被一一拒绝。慕尤丁最终于8月16日黯然下台。依斯迈沙比里最终在获得国会下议院114名议员的支持下担任第9任马来西亚首相，使国阵在失去一届政权后重新执政。惟慕尤丁表示，该支持是有条件的，包括需保留土团党12名内阁部长的职位。为了稳定国家政治、专注全力抗疫、恢复国家经济的目的，国阵和国盟执政联盟与希盟在野党随着在9月13日签署《政治转型及稳定谅解备忘录》搁置政治歧见。
2021年8月至2022年10月期间，国阵重新执政后，沙巴、砂拉越、马六甲和柔佛先后以政局不稳或议会到期而举办州选举。国阵皆在这些选举中取得胜利或有利于该阵营的成果。依斯迈沙比里领导的政府也受到执政联盟部分派系越来越大的压力，其中由巫统极力推动，试图利用近期有利于形势举行第15届全国大选。国盟与希盟则以政治经济和雨季水灾的理由拒绝在2022年举行大选。而在国盟12位部长向国家元首致函拒绝提前选举，以及国盟主席慕尤丁因经济问题公开批评政府后，依斯迈沙比里以有关行为损害了内阁的和谐，从而削弱了执政联盟的团结精神于10月10日宣布解散国会。

## 选举制度
马来西亚国家立法机关——国会——分为上议院及下议院，联邦政府层级的选举旨在选出下议院国会议员并组成联邦政府。根据马来西亚联邦宪法，马来西亚首相应由获得大多数国会议员支持的议员担任，按照惯例通常由获得最多议席的政党或政党联盟的党魁担任首相一职。马来西亚下议院共有222个议席席位，原则上任何政党或联盟若要执政中央需获得至少112位国会议员的支持。在英国传统的西敏制体系下，这些议员在单人选区中采用領先者當選制，即得票最多的候选人当选该选区的议员，不论得票率多寡。
除了联邦政府层级的选举，马来西亚各州属也有州政府层级的选举，旨在选出各州议会的州议员，并由获得大多数州议员支持的议员出任州政府首脑，端称「州务大臣」或「首席部长」。传统上，各州的州议会选举会和全国大选同时举行，但2022全国大选只有三个州属与联邦政府同步举行选举。
目前，马来西亚並無强制投票的制度。直到上届2018大选为止，符合投票资格的马来西亚国民仍需主动向马来西亚选委会登记，才可成为合法选民进行投票。而马来西亚在2021年杪通过修宪后，首次把投票年龄降低至18岁，且首次实施自动登记选民制度。

## 选举时间线
以下表列出的关键事件皆以马来西亚标准时间（东八区时间）为准。
| 日期           | 事件                                                                                      |
| -------------- | ----------------------------------------------------------------------------------------- |
| 2022年10月10日 | 下午3点，首相依斯迈沙比里通过电视频道和社交媒体在全国直播特别公告，宣布解散马来西亚国会。 |
| 2022年10月20日 | 马来西亚选举委员会宣布选举日及其时间表。                                                  |
| 2022年10月20日 | 选举提名日定于11月5日，提前投票日在11月15日，正式投票日是11月19日，竞选期一共14天。       |
| 2022年11月5日  | 选举提名日                                                                                |
| 2022年11月15日 | 军警人员与配偶提前投票日                                                                  |
| 2022年11月19日 | 投票日                                                                                    |
| 2022年11月20日 | 选委会主席宣布没有单一政党联盟达到简单多数组政门槛，出现悬峙议会                          |
| 2022年11月21日 | 因水灾导致投票中止的峇南國會選區11个投票站进行投票                                        |
| 2022年11月24日 | 下午1点半，国家王宫发布文告，宣布希望聯盟主席安华出任马来西亚第10任首相                   |

### 州议会解散日期
虽然任何州议会都可以独立于国会，但传统做法是大多数州议会与国会同时解散与选举。《马来西亚联邦宪法》及各州宪法均各自规定，国会及各州议会将在第一次会议五周年后自动解散，选举必须在解散后六十天内举行，首席部长或州务大臣有权建议各自的苏丹、拉惹、严端与州元首动用皇家特权提早举行大选。
以下是每个州立法议会自动解散的日期：
| 州议会 （届期）  | 就任日期 （第一次会议） | 届满日期 （自动解散） | 最迟选举日期 （60天内） | 实际解散日期           |
| ---------------- | ----------------------- | --------------------- | ----------------------- | ---------------------- |
| 彭亨（第14届）   | 2018年7月2日            | 2023年7月2日          | 2023年8月31日           | 2022年10月14日         |
| 玻璃市（第14届） | 2018年7月20日           | 2023年7月20日         | 2023年9月18日           | 2022年10月14日         |
| 霹雳（第14届）   | 2018年7月3日            | 2023年7月3日          | 2023年9月1日            | 2022年10月17日         |
| 雪兰莪（第14届） | 2018年6月26日           | 2023年6月26日         | 2023年8月25日           | 不会在2022年解散州议会 |
| 吉兰丹（第14届） | 2018年6月28日           | 2023年6月28日         | 2023年8月27日           | 不会在2022年解散州议会 |
| 登嘉楼（第14届） | 2018年7月1日            | 2023年7月1日          | 2023年8月30日           | 不会在2022年解散州议会 |
| 森美兰（第14届） | 2018年7月2日            | 2023年7月2日          | 2023年8月31日           | 不会在2022年解散州议会 |
| 吉打（第14届）   | 2018年7月4日            | 2023年7月4日          | 2023年9月2日            | 不会在2022年解散州议会 |
| 槟城（第14届）   | 2018年8月2日            | 2023年8月2日          | 2023年10月1日           | 不会在2022年解散州议会 |
| 沙巴（第15届）   | 2018年6月11日           | 2023年6月11日         | 2023年8月11日           | 2020年7月29日          |
| 马六甲（第14届） | 2018年7月19日           | 2023年7月19日         | 2023年9月19日           | 2021年10月5日          |
| 砂拉越（第18届） | 2016年6月7日            | 2021年6月7日          | 2021年9月7日            | 2021年11月3日          |
| 柔佛（第14届）   | 2018年6月28日           | 2023年6月28日         | 2023年8月28日           | 2022年1月22日          |
| 沙巴（第16届）   | 2020年10月9日           | 2025年10月9日         | 2025年12月8日           |                        |
| 马六甲（第15届） | 2021年12月27日          | 2026年12月27日        | 2027年2月25日           |                        |
| 砂拉越（第19届） | 2022年2月14日           | 2027年2月14日         | 2027年4月15日           |                        |
| 柔佛（第15届）   | 2022年4月21日           | 2027年4月21日         | 2027年6月20日           |                        |

## 选举成绩
| 政党                                                                       | 政党                   | 政党               | 候选人数           | 得票       | %     | ±%    | 当选席次 | %     | ±    |
| -------------------------------------------------------------------------- | ---------------------- | ------------------ | ------------------ | ---------- | ----- | ----- | -------- | ----- | ---- |
|                                                                            | 希望聯盟               | 希望聯盟           | 220                | 5,931,520  | 37.99 | ▼2.53 | 82       | 36.94 | ▼20  |
|                                                                            |                        | 公正党             | 98                 | 2,406,131  | 15.41 | ▼1.84 | 31       | 13.96 | ▼17  |
|                                                                            | 民主行动党             | 57                 | 2,493,855          | 15.97      | ▼1.39 | 40    | 18.02    | ▼2    |      |
|                                                                            | 诚信党                 | 54                 | 884,391            | 5.66       | ▲0.24 | 8     | 3.60     | ▼3    |      |
|                                                                            | 沙民统                 | 5                  | 72,751             | 0.47       | ▼0.01 | 2     | 0.90     | ▲1    |      |
|                                                                            | 统民党（希盟盟友）     | 6                  | 74,392             | 0.48       | 新党  | 1     | 0.45     | 新党  |      |
|                                                                            | 国民联盟               | 国民联盟           | 171                | 4,697,193  | 30.08 | ▲6.43 | 74       | 33.33 | ▲43  |
|                                                                            |                        | 伊斯兰党           | 62                 | 2,334,354  | 14.95 | ▼1.69 | 43       | 19.36 | ▲25  |
|                                                                            | 土团党（国盟）         | 89                 | 2,086,186          | 13.36      | ▲7.41 | 31    | 13.96    | ▲18   |      |
|                                                                            | 民政党                 | 20                 | 276,653            | 1.77       | ▲0.70 | 0     | 0.00     | ━     |      |
|                                                                            | 國民陣線               | 國民陣線           | 179                | 3,482,460  | 22.30 | ▼5.49 | 30       | 13.51 | ▼27  |
|                                                                            |                        | 巫统               | 119                | 2,539,061  | 16.26 | ▼4.64 | 26       | 11.71 | ▼28  |
|                                                                            | 马华公会               | 44                 | 706,576            | 4.53       | ▼0.88 | 2     | 0.90     | ▲1    |      |
|                                                                            | 国大党                 | 10                 | 168,014            | 1.08       | ▼0.31 | 1     | 0.45     | ━     |      |
|                                                                            | 沙巴人民团结党         | 2                  | 23,877             | 0.15       | ▲0.05 | 1     | 0.45     | ━     |      |
|                                                                            | 印穆党                 | 1                  | 21,468             | 0.14       | ▲0.14 | 0     | 0.00     | ━     |      |
|                                                                            | 人民力量党             | 1                  | 10,660             | 0.07       | 新党  | 0     | 0.00     | 新党  |      |
|                                                                            | 印进阵                 | 1                  | 7,387              | 0.05       | ▲0.05 | 0     | 0.00     | ━     |      |
|                                                                            | 爱国党                 | 1                  | 5,417              | 0.03       | ▲0.03 | 0     | 0.00     | ━     |      |
|                                                                            | 砂拉越政党联盟         | 砂拉越政党联盟     | 31                 | 662,601    | 4.24  | ▲0.42 | 23       | 10.36 | ▲4   |
|                                                                            |                        | PBB 土保党         | 14                 | 343,954    | 2.20  | ▲0.38 | 14       | 6.30  | ▲1   |
|                                                                            | 砂人民党               | 6                  | 67,539             | 0.43       | ▼0.06 | 5     | 2.25     | ▲2    |      |
|                                                                            | 人联党                 | 7                  | 167,063            | 1.07       | ▲0.06 | 2     | 0.90     | ▲1    |      |
|                                                                            | 民进党                 | 4                  | 84,045             | 0.54       | ▲0.04 | 2     | 0.90     | ━     |      |
|                                                                            | 沙巴人民联盟           | 沙巴人民联盟       | 13                 | 194,652    | 1.25  | ▲0.54 | 6        | 2.70  | ▲4   |
|                                                                            |                        | 土团党（沙盟）     | 6                  | 94,413     | 0.60  | ▲0.60 | 4        | 1.80  | ▲4   |
|                                                                            | PBS 沙巴团结党         | 4                  | 65,311             | 0.42       | ▼0.06 | 1     | 0.45     | ━     |      |
|                                                                            | 沙巴立新党             | 2                  | 29,874             | 0.19       | ▲0.01 | 1     | 0.45     | ━     |      |
|                                                                            | 沙巴进步党             | 1                  | 5,054              | 0.03       | ▼0.02 | 0     | 0.00     | ━     |      |
|                                                                            | 祖国行动联盟           | 祖国行动联盟       | 125                | 112,353    | 0.72  | ▲0.54 | 0        | 0.00  | ━    |
|                                                                            |                        | 斗士党             | 72                 | 68,322     | 0.44  | 新黨  | 0        | 0.00  | 新黨 |
|                                                                            | 伊斯兰阵线             | 7                  | 10,185             | 0.07       | ▼0.11 | 0     | 0.00     | ━     |      |
|                                                                            | 土著权威党             | 30                 | 15,027             | 0.10       | 新党  | 0     | 0.00     | 新党  |      |
|                                                                            | 印裔穆斯林国民联盟政党 | 3                  | 3,527              | 0.02       | 新党  | 0     | 0.00     | 新党  |      |
|                                                                            | 民族阵线               | 13                 | 15,292             | 0.10       | 新党  | 0     | 0.00     | 新党  |      |
|                                                                            | 砂拉越人民团结联盟     | 砂拉越人民团结联盟 | 14                 | 62,943     | 0.40  | ▲0.40 | 0        | 0.00  | ━    |
|                                                                            |                        | 砂拉越全民团结党   | 10                 | 57,579     | 0.37  | 新党  | 0        | 0.00  | 新党 |
|                                                                            | 砂拉越达雅党           | 3                  | 3,053              | 0.02       | ▲0.01 | 0     | 0.00     | ━     |      |
|                                                                            | 肯雅兰全民党           | 1                  | 2,311              | 0.01       | ▲0.01 | 0     | 0.00     | ━     |      |
|                                                                            | 社会主义松散结盟       | 社会主义松散结盟   | 17                 | 7,072      | 0.05  | ▼0.01 | 0        | 0.00  | ━    |
|                                                                            |                        | 人民党             | 16                 | 6,293      | 0.04  | ▲0.02 | 0        | 0.00  | ━    |
|                                                                            | 社会主义党             | 1                  | 779                | <0.01      | ▼0.03 | 0     | 0.00     | ━     |      |
|                                                                            | 其他                   | 其他               | 175                | 463,253    | 2.97  | ▲0.35 | 7        | 3.15  | ▼3   |
|                                                                            |                        | 民兴党             | 52                 | 281,611    | 1.80  | ▼0.52 | 3        | 1.35  | ▼5   |
|                                                                            | 全民党                 | 5                  | 16,437             | 0.11       | 新党  | 1     | 0.45     | 新党  |      |
|                                                                            | 社会民主和谐党         | 7                  | 52,054             | 0.33       | 新党  | 1     | 0.45     | 新党  |      |
|                                                                            | 砂拉越人民醒觉党       | 1                  | 1,036              | 0.01       | 新党  | 0     | 0.00     | 新党  |      |
|                                                                            | 团结沙巴人民党         | 1                  | 541                | <0.01      | ▼0.01 | 0     | 0.00     | ━     |      |
|                                                                            | 众民党                 | 1                  | 264                | <0.01      | 新党  | 0     | 0.00     | 新党  |      |
|                                                                            | 独立人士               | 108                | 111,310            | 0.71       | ▲0.44 | 2     | 0.90     | ━     |      |
| 总计                                                                       | 总计                   | 总计               | 945                | 15,614,047 | 100   | ━     | 222      | 100   | ━    |
| 废票及废票率                                                               | 废票及废票率           | 废票及废票率       | 废票及废票率       | 160,340    | 1.01  | -     | -        | -     | -    |
| 未归还选票及百分比                                                         | 未归还选票及百分比     | 未归还选票及百分比 | 未归还选票及百分比 | 42,920     | 0.27  | -     | -        | -     | -    |
| 投票人数及投票率                                                           | 投票人数及投票率       | 投票人数及投票率   | 投票人数及投票率   | 15,817,307 | 74.70 | -     | -        | -     | -    |
| 在册选民总数                                                               | 在册选民总数           | 在册选民总数       | 在册选民总数       | 21,173,638 | 100   | -     | -        | -     | -    |
| 数据来源： - 马来西亚选举委员会 - 星洲日报 - 马来西亚联邦宪报 注释： 1. 2. |                        |                    |                    |            |       |       |          |       |      |

## 竞选中逝世的候选人
- 2022年11月16日，人民公正党巴东色海国会议席候选人卡鲁巴耶在出席竞选活动后倒地不起，并于下午2时20分在居林医院逝世，享年69岁[35][36]。该席将延迟进行投票既11月24日提名，12月7日投票[37]。
- 2022年11月19日，就在投票日当天伊斯兰党彭亨州刁曼州席候选人莫哈末尤努斯在凌晨3时30分猝死在家里，享年61岁[38]。该席同样将延迟进行投票既11月24日提名，12月7日投票[39]。

## 离任议员
| 编号 | 国会选区       | 政黨             | 議員            | 宣布日期       | 上阵年份 | 備註                 |
| ---- | -------------- | ---------------- | --------------- | -------------- | -------- | -------------------- |
| P081 | 北根           | 国民阵线（巫统） | 纳吉·阿都拉萨   | 2022年8月23日  | 1976年   | 罪成监禁             |
| P054 | 宜力           | 国民阵线（巫统） | 哈斯布拉        | 2020年11月16日 | 2013年   | 任内逝世             |
| P073 | 巴西沙叻       | 国民阵线（巫统） | 达祖丁·阿都拉曼 | 2022年11月1日  | 2008年   | 冻结党籍             |
| P033 | 勿述           | 国民阵线（巫统） | 依德里斯朱索    | 2022年10月24日 | 1995年   | 不寻求连任           |
| P061 | 硝山           | 国民阵线（巫统） | 纳兹里          | 2021年8月21日  | 1994年   | 不寻求连任           |
| P139 | 野新           | 国民阵线（巫统） | 阿末韩查        | 2020年10月20日 | 2008年   | 不寻求连任           |
| P112 | 瓜拉冷岳       | 全民党           | 西维尔·再也古玛 | 2022年10月20日 | 2018年   | 不寻求连任           |
| P046 | 峇都交湾       | 希望联盟(行动党) | 卡斯杜丽拉妮    | 2022年10月22日 | 2013年   | 不寻求连任           |
| P070 | 金宝           | 希望联盟(行动党) | 苏建祥          | 2022年10月28日 | 2013年   | 不寻求连任           |
| P102 | 万宜           | 希望联盟(行动党) | 王建民          | 2022年5月9日   | 2013年   | 不寻求连任           |
| P106 | 白沙罗         | 希望联盟(行动党) | 潘俭伟          | 2022年10月26日 | 2008年   | 不寻求连任           |
| P162 | 依斯干达公主城 | 希望联盟(行动党) | 林吉祥          | 2022年3月20日  | 1969年   | 隐退政坛，不寻求连任 |
| P060 | 太平           | 希望联盟(行动党) | 郑国霖          | 2022年10月28日 | 2018年   | 转战后廊州议席       |
| P110 | 巴生           | 希望联盟(行动党) | 查尔斯圣地亚哥  | 2008年         | 2018年   | 不获提名上阵         |
| P208 | 泗里街         | 希望联盟(行动党) | 黄灵彪          | 2022年10月23日 | 2013年   | 不获提名上阵         |
| P015 | 双溪大年       | 希望联盟(公正党) | 佐哈里阿都      | 2022年10月28日 | 2008年   | 不寻求连任           |
| P071 | 务边           | 希望联盟(公正党) | 李文材          | 2022年10月28日 | 2008年   | 不寻求连任           |
| P116 | 旺沙玛珠       | 希望联盟(公正党) | 陈仪乔          | 2022年10月18日 | 1995年   | 不寻求连任           |
| P017 | 巴东色海       | 希望联盟(公正党) | 卡鲁巴耶        | 2022年11月16日 | 2018年   | 竞选期间逝世         |
| P009 | 亚罗士打       | 希望联盟(公正党) | 曾敏凯          | 2022年10月22日 | 2018年   | 不获提名上阵         |
| P094 | 烏魯雪蘭莪     | 希望联盟(公正党) | 廖书慧          | 2022年10月28日 | 2018年   | 不获提名上阵         |
| P105 | 八打灵再也     | 希望联盟(公正党) | 玛丽亚陈        | 2022年10月28日 | 2018年   | 不获提名上阵         |
| P107 | 双溪毛糯       | 希望联盟(公正党) | 西华拉沙        | 2022年10月28日 | 2018年   | 不获提名上阵         |
| P141 | 士基央         | 希望联盟(公正党) | 娜特拉          | 2022年10月28日 | 2018年   | 不获提名上阵         |
| P133 | 淡边           | 希望联盟(诚信党) | 哈山·巴伦       | 2022年10月18日 | 2018年   | 不寻求连任           |
| P088 | 淡马鲁         | 希望联盟(诚信党) | 安努亚达希      | 2022年10月25日 | 2018年   | 健康问题，不寻求连任 |
| P042 | 打昔汝莪       | 国民联盟(土团党) | 沙布丁          | 2022年6月18日  | 2013年   | 不寻求连任           |
| P059 | 武吉干当       | 国民联盟(土团党) | 赛胡先          | 2022年8月12日  | 2018年   | 不寻求连任           |
| P092 | 沙白安南       | 国民联盟(土团党) | 莫哈末费沙      | 2022年8月12日  | 2013年   | 不寻求连任           |
| P093 | 大港           | 国民联盟(土团党) | 慕斯里敏亚哈雅  | 2022年8月12日  | 2018年   | 不寻求连任           |
| P154 | 丰盛港         | 国民联盟(土团党) | 阿都拉迪夫      | 2022年10月16日 | 1999年   | 不寻求连任           |
| P167 | 古达           | 国民联盟(土团党) | 阿都拉欣·巴克里 | 2022年8月12日  | 2004年   | 不寻求连任           |
| P177 | 保佛           | 国民联盟(土团党) | 阿兹莎顿        | 2022年8月12日  | 2004年   | 不寻求连任           |
| P185 | 三脚石         | 人民复兴党       | 刘伟强          | 2020年10月2日  | 2008年   | 任内逝世             |

## 争议

### 巫统首相人选之争
2022年10月31日，消息人士声称，巫统主席阿末扎希正准备让自己成为首相候选人。网媒“The Vibes”引述消息报导，指支持看守首相依斯迈沙比里的巫统原任国会议员被除名，而获得委任状的替代被除名者上阵之候选人被要求签署支持阿末扎希的信函，以便在巫统和国阵胜选时，授权他组建内阁。
11月3日，马来西亚反贪污委员会首席专员阿占·峇基证实已立案调查网传有关国阵和巫统候选人被指签署支持信，力挺阿末扎希在国阵赢得大选后出任首相的投报。另一边厢，国阵通讯主任三苏安努亚的政治秘书阿兹占向金马警区总部投报，要求彻查网传的这封宣誓书。

### 提名骚动
2022年11月5日，位于沙巴丹南一间提名中心引起了骚动，迫使警方发射催泪弹试图控制场面。骚动原因据称是社会民主和谐党主席彼得安东尼在选举委员会以其所涉及的官司而拒绝他提名参选，引起了该党支持者的抗议。

## 选后
2022年11月20日，凌晨选委会宣布，本次大选没有任何一个政党联盟在国会下议院获得112席过半执政议席，这是马来西亚国会自独立以来首次出现悬峙议会。
同日早晨，国家王宫发文告，最高元首苏丹阿都拉陛下谕令最多议席的政党或政党联盟党魁，提名一名国会议员成为首相人选。文告表示，各政党或政党联盟党魁，必须在2022年11月21日下午2点前，提呈首相人选。

### 国阵关键立场
2022年11月20日，由阿末扎希领导的国民阵线此次仅获得30个国会议席，多名国阵领袖要求阿末扎希辞去国阵与巫统主席职位，为选举结果负上全责，但阿末扎希拒绝辞职下台。
与此同时，砂拉越政党联盟主席兼砂拉越总理阿邦佐哈里表态同意与国民联盟、国阵和沙巴人民联盟共同组成联合政府，并支持国盟主席兼土著团结党主席慕尤丁出任首相。
然而，国阵主席阿末扎希否认砂盟主席阿邦佐哈里所说的，与砂盟商讨与国盟组联合政府，并且透露国阵在选后并没有与国盟会面。同时，阿末扎希指出，国阵所有胜选的议员已签署授权书，让他本人以国阵主席的身份，参与筹组政府的谈判。

### 希盟拉拢与霹雳州联合政府
2022年11月21日，希望联盟主席兼人民公正党主席安华证实将与国阵领袖会面。在会议前，国阵主席阿末扎希表示，目前没有任何一个国阵议员支持任何一方出任首相。会议结束后，国阵领袖并未向媒体透露与希盟会谈的内容与结果
随后，希盟召开记者会，安华表示，满意与国阵谈判的进程，并表示他本人还是首相人选。
2022年11月21日下午2点前，国家皇宫宣布将期限延后一日。
同时，国盟总秘书韩沙再努丁发布声明，国盟已提交112名议员法定声明支持慕尤丁出任首相。
同日下午，霹雳州希盟与国阵首先达成协议，国阵的原任州务大臣沙拉尼在希盟的支持下宣誓连任，这是国阵与希盟首次合作组织联合政府。在联邦方面，安华则继续与砂盟等各派系联络。

### 国阵中立与团结政府倡议
2022年11月22日上午，国阵看守首相依斯迈沙比里指出，国阵最高理事会议一致决定，国阵不与任何政党联盟组政府。多位国阵领袖也纷纷表示，愿意接受选举结果，尊重选民的意愿，担任反对党的角色。
下午2点，国家王宫宣布，由于没有任何一个政党联盟获得多数支持，将在下午4点30分分别召见希盟主席安华与国盟主席慕尤丁。慕尤丁和安华分别在下午4时06分和4时11分抵达国家王宫。下午5点10分，慕尤丁离开国家王宫，他没有向媒体发言，而是直接返回私邸。下午5点53分，安华离开国家王宫，向驻守在国家王宫外的媒体透露，最高元首苏丹阿都拉陛下仍未作出委任新首相的决定。同时安华也透露，最高元首苏丹阿都拉陛下希望马来西亚能筹组稳定且具包容性的政府。晚上7点20分，慕尤丁在私邸召开临时记者会，他表示，国家元首苏丹阿都拉陛下建议希盟与国盟共同组一个团结政府，惟他已告知元首，国盟不会与希盟合作。
随后，国家王宫发文宣布，将在次日召见国阵国会议员。
2022年11月22日，晚上7点20分，慕尤丁召开临时记者会，除了交代国家王宫觐见最高元首苏丹阿都拉陛下的详情，同时也指出国盟已提呈115份法定声明，却被告知人数不足。他表示，对此非常的不理解。

### 国阵的决定
2022年11月23日，国阵主席阿末扎希、国阵署理主席莫哈末哈山及国阵总秘书赞比里先后在早上10点40分进入国家王宫。早上11点07分，砂盟党鞭法迪拉·尤索夫与其他几名砂盟代表抵达国家王宫。早上11点24分，国阵主席阿末扎希与其他国阵领袖离开国家王宫，他们并没有对媒体发言。早上11点57分，砂盟代表也离开国家王宫，同样也没有向媒体透露详情。随后，阿末扎希透露，最高元首苏丹阿都拉陛下谕令国阵放弃成为反对党的立场，共同组织团结政府。砂盟党鞭法迪拉·尤索夫也透露，最高元首苏丹阿都拉陛下奉劝组建团结政府，他也将元首的愿望转达至砂盟领导层。
国阵随后表示，接受最高元首苏丹阿都拉陛下的建议，将考虑是否与其他政党联盟组联合政府。下午3点左右，国阵与国盟领袖进行会面，会议结束后，双方领袖并未对会议内容发表相关言论。随后，巫统表示将将在巫统最高理事上讨论，并将在巫统会议结束后作出决定。巫统最高理事会作出的决定，将带上国阵理事会，进行汇报与讨论，一旦国阵理事会作出最终决定，所有的国阵议员必须跟随国阵领导层的决定。
2022年11月24日，凌晨1点20分，巫统发文告表示，巫统最高理事会议决，将支持一个非国盟领导的联合政府，文告内容表示巫统遵守最高元首苏丹阿都拉陛下的谕令，支持及组织一个不是由国盟所组成的政府，确保国家政治稳定。

### 安华组阁
在2022年11月24日，苏丹阿都拉陛下召开一场马来统治者特别会议，寻求马来统治者们，在组建新政府陷入僵局方面的意见。
同日上午，希盟的行动党秘书长陆兆福会唔砂拉越总理阿邦佐哈里，代表行动党就过去与砂盟的言论争议表示道歉，行动党主席林冠英也随后向砂盟道歉，为希盟与砂盟的合作清除障碍。
下午1点30分左右，国家王宫发文宣布，安华将出任马来西亚第10任首相，将在当天下午5点宣誓就职。下午5点07分，宣誓仪式开始，安华在最高元首苏丹阿都拉陛下面前完成宣誓，正式出任马来西亚第10任首相。
2022年11月25日中午，安华宣布联合政府共掌握了国会148席的支持，达到了三分之二绝对多数的修宪基本门槛，这也是2008年以来联邦政府首次拥有三分之二绝对多数。

## 各联盟竞选宣言

### 希望联盟竞选宣言
| 延伸內容 |
| --- |
| 1. 重新检讨大道特许继续阶级性降低南北大道过路费，最终废除南北大道 2. 免费分发卫生棉 3. 修改联邦宪法，让马来西亚母籍如同父籍一样，在海外出生的孩子自动获得马来西亚公民权 4. 在有需要的地点准备足够的廉洁房 5. 将马来西亚列为农业岀口国 6. 最低工资制度 7. 人民与公务员可以通过智能手机访问与办理政府机构 8. 公平拨款所有类型的学校 9. 承认统考文凭，申请者国文必须优等。 10. 学校实行免费早餐 11. 增加可再生能源 12. 提供更多出口补贴 |